# Joanna Sekuła
Joanna Sekuła z domu Popiołek (ur. 17 marca 1961 w Siemianowicach Śląskich) – polska inżynier, nauczycielka, menedżerka i polityk, senator X i XI kadencji (od 2019).

## Życiorys
Urodziła się w Siemianowicach Śląskich, związana z Sosnowcem. Ukończyła studia inżynierskie na Politechnice Śląskiej. Była nauczycielką w Zespole Szkół Elektronicznych w Sosnowcu oraz w Zakładzie Doskonalenia Zawodowego. Pracowała jako dyrektor w Biurze Gospodarki Mieszkaniowej w Spółce Restrukturyzacji Kopalń, w 2011 została dyrektorem Miejskiego Zakładu Zasobów Lokalowych w Sosnowcu.
W polityce związana z Platformą Obywatelską. W 2014 zdobyła mandat radnej miasta Sosnowca – w okręgu II (Stary Sosnowiec, Radocha, centrum Sosnowca) uzyskała 715 głosów. Nie zdecydowała się go objąć, pozostając dyrektorem MZZL. Była zaangażowana w organizację lokalnych Kongresów Kobiet.
W wyborach do Europarlamentu w 2019 bezskutecznie kandydowała z listy Koalicji Europejskiej w okręgu 11, uzyskując poparcie 13 362 wyborców, z czego 6500 w Sosnowcu.
W wyborach parlamentarnych w 2019 kandydowała do Senatu z ramienia Koalicji Obywatelskiej w okręgu wyborczym nr 77, obejmującym Jaworzno i Sosnowiec, została wówczas wybrana na senatora, otrzymując 83 771 głosów (59,6%). W wyborach w 2023 z powodzeniem ubiegała się o reelekcję (z wynikiem 87 687 głosów).

## Wyniki w wyborach ogólnopolskich
| Wybory | Komitet wyborczy  | Komitet wyborczy     | Organ                            | Okręg | Wynik           |
| ------ | ----------------- | -------------------- | -------------------------------- | ----- | --------------- |
| 2019   |                   | Koalicja Europejska  | Parlament Europejski IX kadencji | nr 11 | 13 362 (0,84%)  |
| 2019   |                   | Koalicja Obywatelska | Senat X kadencji                 | nr 77 | 83 771 (59,60%) |
| 2023   | Senat XI kadencji | Koalicja Obywatelska | 87 687 (55,16%)                  | nr 77 |                 |

## Życie prywatne
Córka Adolfa i Marty. Mężatka, ma dzieci. W latach 2021–2023 zmagała się z chorobą nowotworową.